# George Robu
George Robu (n. 13 aprilie 1967, Tecuci, România) este un actor român. A fost cooptat în grupul Vacanța Mare în anul 1999. În emisiunea Leana și Costel interpretează rolul cârciumarului Romică. A fost prezentatorul emisiunii Viața Satului, pe TVR 1 

## Filmografie
- Une femme piégée (2001) - Recepționer
- Garcea și oltenii (2002) - Romică
- Binecuvântată fii, închisoare (2002)
- Modigliani (2004)
- Ryna (2005) - polițist
- Trei frați de belea (2006) - Aurel
- Pup-o, mă! 3: Înfruntarea bacilor (2022) - Gogu
- Subteran (2025) - preot